# Sitamon
Sitamon o Satamon (ca. 1370 a.C.) è stata una regina egizia della XVIII dinastia.

## Famiglia
Sitamon fu la figlia primogenita dell'importante faraone Amenofi III (ca. 1386 a.C. - ca. 1348 a.C.) e della Grande Sposa Reale Tiy. Intorno al 30º anno di regno di Amenofi III venne annoverata fra le spose del padre, così da avere il titolo di regina.
Il dato che Sitamon fosse figlia di Amenofi e Tiy deriva da oggetti presenti nella tomba inviolata di Yuya e Tuia, genitori di Tiy, specialmente da una sedia recante il suo nome con il titolo di Figlia del Re.

## Biografia

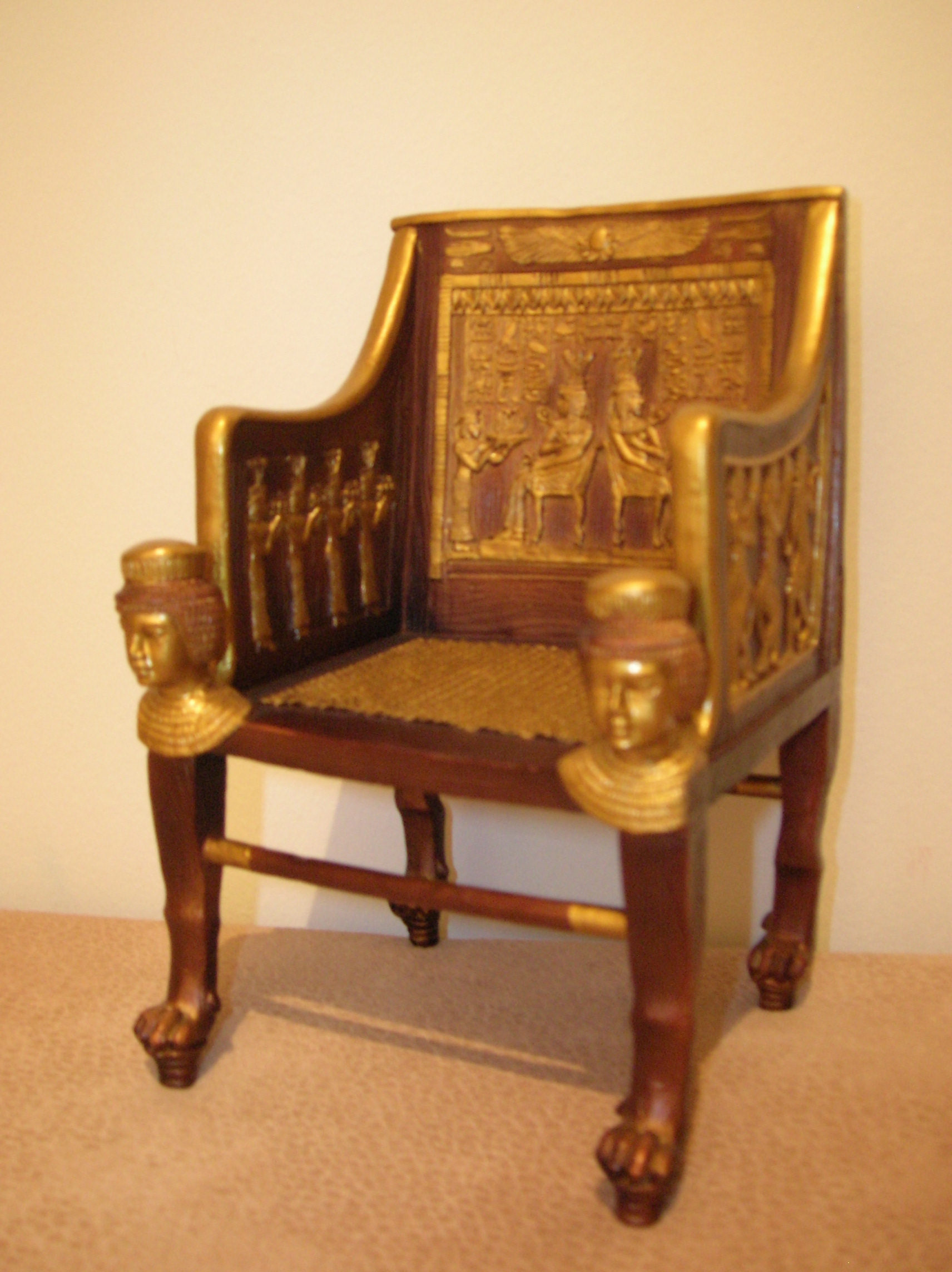
Replica di una delle tre sedie di Sitamon, recanti il suo nome, rinvenute nella tomba dei nonni Yuya e Tuia.

La figura di Sitamon è ben conosciuta, soprattutto grazie ai ritrovamenti archeologici effettuati nella tomba inviolata dei suoi nonni materni Yuya e Tuia. Nella sepoltura furono trovate, fra gli altri oggetti, tre preziose sedie. Per il fatto che portino il nome di Sitamon, che mostrino tracce del loro uso e che siano una più grande dell'altra, si ritiene siano appartenute alla principessa in varie fasi della sua crescita. Furono deposte nella tomba dei nonni per seguire la tradizione egizia di seppellire i defunti con oggetti della loro quotidianità. Sitamon compare anche sulla stele della sua balia, Nebetkabeny.
Quasi nulla è noto della vita di Sitamon, se non che fu la primogenita di un re e di una regina fra i più potenti della storia egizia; fatto inusuale per una regina d'Egitto, Tiy ebbe un'influenza personale molto grande sulla corte e sulla politica del Paese, gestendo una parte del potere, sia durante i regni del marito che del figlio. Fu sorella di Akhenaton e zia di Tutankhamon.

### Grande Sposa Reale
Nell'ultimo decennio del regno del padre, Sitamon fu elevata alla carica di Grande Sposa Reale. La prova di ciò consiste di un tubicino in faience blu, destinato a contenere cosmetici, recante i cartigli di Amenofi III e della figlia Sitamon: ciò indicherebbe un matrimonio fra i due; consiste anche in una coppa in alabastro trovata ad Amarna riporta i medesimi cartigli e nelle iscrizioni sull'etichetta di una giara proveniente dal palazzo di Malkata.
La giovane regina mantenne le sue stanze nel palazzo reale di Malkata. Il famoso scriba Amenhotep, figlio di Hapu, ebbe incarichi nell'amministrazione delle proprietà di Sitamon. Al Museo egizio del Cairo è conservata una statua dello scriba Amenhotep, originariamente situata a Karnak, dove Sitamon è menzionata come Grande Sposa Reale. Compare inoltre in un rilievo proveniente dal Tempio funerario di Amenofi III, scoperto da Flinders Petrie, oggi a Londra. D'altronde Sitamon è fra quelle personalità della famiglia reale a essere rappresentata con grande frequenza negli ultimi anni del regno del padre. Alla fine della XVIII dinastia, così come al suo inizio, le donne della famiglia reale ebbero modo di assurgere a posizioni potenti e influenti; oltre a Tiy, esempio forse ancora più lampante fu la regina Ahmose Nefertari, matriarca dell'intera dinastia, divinizzata dopo la morte e venerata nei secoli successivi.

### Ultimi anni
Sitamon scompare dalle fonti a partire dalla morte di Amenofi III; non è menzionata durante il regno del fratello Akhenaton. Per la sua sepoltura fu edificata una stanza separata nella tomba di Amenofi III, nella Valle dei Re, ma non ci sono prove che vi sia mai stata sepolta.

## Titoli
- Cantrice del Signore delle Due Terre;
- Sposa del Re;
- Grande Sposa Reale;
- Figlia del Re;
- Figlia del Re, Che Egli ama;
- Prima Figlia del Re;
- Grande Figlia del Re, Che Egli ama.